# بورتوغروارو
بورتوغروارو (فينيتو فريوليان) وهي عبارة عن بلدة ومدينة تقع في مدينة البندقية تحديدا في فينيتو شمال إيطاليا وتعد في مركز المنطقة وتتكون من 11 كوموني أو بلدية منها فينيسيا أورينتال ومنطقة سان دونا دي بيافي

## تاريخ
تأسست Portogruaro بورتوغروارو رسميًا في عام 1140 وعندما أعطى جيرفينوس وهو رئيس أساقفة كونكورديا لمجموعة من الصيادين (جيوفاني فينيريو، أربوني، بيرتالدو، بورجيو، إنريكو موسكا وجيوفاني ساليمبين) الحق في الاستقرار هناك والقدرة على بناء ميناء نهري. كانت القلعة موجودة في الموقع في وقت مبكر من القرن العاشر ثم في عام 1420 وبعد قرون من حكم باتريا ديل فريولي تم غزوها من قبل جمهورية البندقية. ووفقا لبيرتوليني، يمكن أن تكون مؤسسة البلدة مشتركة مع مؤسسة كونكورديا ساجيتاريا وان تكون تحت حكم البندقية، فاحتفظت المدينة ببعض الاستقلالية ومن ثم تمكنت من التوسع اقتصاديًا حتى حين تدهورت البندقية اقتصاديا من القرن السابع عشر فصاعدًا.
وفي أثناء إضطرابات الحروب النابليونية تم دمج بورتوغروارو مع الإمبراطورية النمساوية وحدث ذلك عام 1815. وبغض النظر عن الانتفاضة القصيرة التي حدثت عام 1848 ، فقد ظلت بورتوغروارو تحت سلطة الإمبراطورية حتى عام 1866 حينما دخلت مملكة إيطاليا الموحدة حديثًا وقد نما عدد سكان بورتوغروارو من ذلك الحين من أقل من 10000 إلى حوالي 25000.

## أهم المعالم السياحية
- دير سوماجا الرومانيسكي (القرن الحادي عشر). الكنيسة، التي بنيت عام 1211، لها واجهة من القرن الثامن عشر. يحتوي الكتاب المقدس على لوحات جدارية من القرنين الحادي عشر والثاني عشر، تصور الفداء والخطيئة الأصلية وعقاب آدم وحواء والصلب والحكم النهائي . الحنية أيضا جدارية.
- كاتدرائية القديس أندريا وبرج الجرس
- كنيسة القديس لويس
- كنيسة القديس يوحنا
- خطاب الزيارة
- مجلس المدينة، مبنى قوطي من عام 1265، بواجهة تتضمن إضافات لاحقة (ج.1512). يضم ثلاث لوحات لويجي روسولو.
- المطاحن على نهر ليميني (القرن الثاني عشر)
- كنيسة سانت أغنيز (القرن الثالث عشر)
- كوميونال فيلا، سكن أرستقراطي من القرن السادس عشر
- سلسلة قصور من القرنين الرابع عشر والخامس عشر

وكانت تقع مدينة كونكورديا ساجيتاريا الرومانية والعصور الوسطى بالقرب من المدينة
- تقع Acco Super Bulldozer جرافة سوبر عكا في Portogruaro بورتوغروارو أيضًا.

## اقتصاد
. تأسست Camuffo Boatyard عام 1438 وقد كانت تنتج الفوسفات قبل إغلاقها وتعد أيضا واحدة من أقدم الصناعات في العالم.

### الإنتاج
ويتم إنتاج العديد من أنواع النبيذ والتي يتم تصديرها إلى جميع أنحاء العالم في frazioni من Lison e Pradipozzo
- Lison-Pramaggiore Merlot riserva
- Lison-Pramaggiore Cabernet riserva
- Lison-Pramaggiore Cabernet فرنك
- Lison-Pramaggiore Refosco دال بيدونكولو روسو
- Lison-Pramaggiore Verduzzo
- Lison-Pramaggiore Sauvignon
- ليزون براماغيور شاردونيه
- ليزون براماغيور ميرلو
- ليزون براماغيور كابيرنيت
- ليزون براماجيوري بينوت بيانكو
- Lison-Pramaggiore Tocai italico
- Lison-Pramaggiore Pinot grigio
- Lison-Pramaggiore Cabernet سوفيجنون
- Lison-Pramaggiore Riesling italico
- Lison-Pramaggiore Tocai italico classico
- ليزون براماجيوري ميرلوت روساتو
- Lison-Pramaggiore Cabernet sauvignon riserva
- Lison-Pramaggiore Cabernet franc riserva

## المواصلات
- محطة سكة حديد Portogruaro-Caorle

## رياضة
يُطلق على نادي كرة القدم المحلي اسم Calcio Portogruaro Summaga تم تأسيسه عام 1990 والذي يلعب في الدوري الإيطالي الثالث (Lega Pro).

## مشاهير
- أنطونيو كارنيو، رسام القرن السابع عشر
- Nicolò Bettoni (1770-1842)، محرر (نشر Dei sepolcri بواسطة Ugo Foscolo)
- لورنزو بوفون (1929-) حارس مرمى
- لورينزو دا بونتي (1749-1838)، شاعر وكاتب كتب
- جوليو كاميلو دلمينيو (1480-1544)، عالم إنساني وفيلسوف
- Fortunato Pasquetti (1690-1773)، رسام
- لويجي روسولو (1885-1947)، ملحن ورسام

## المدن التوأم
- مارماندي، فرنسا، عام 1987
- , أسبانيا، إيخيا دي لوس كاباييروس، عام 1987